# Magasin gratuit

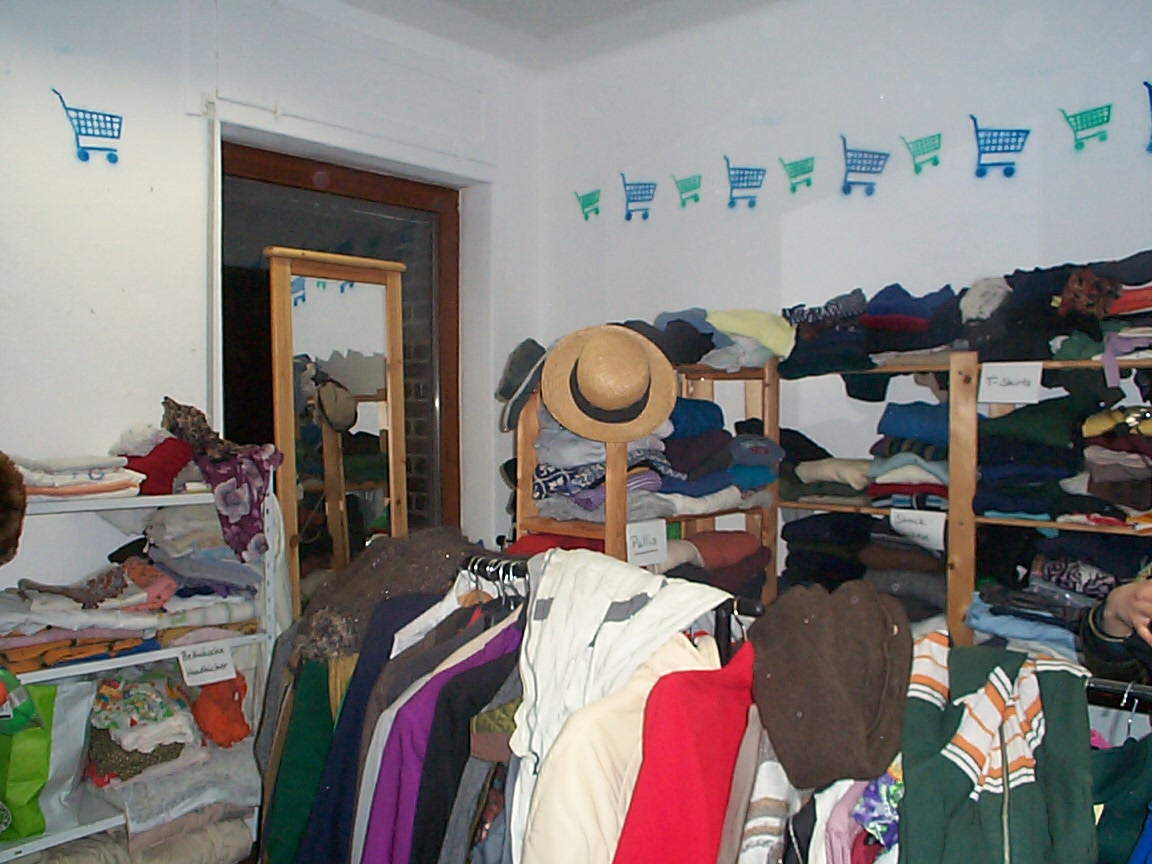
L’intérieur d'un magasin gratuit à Freiburg en Allemagne

Un magasin gratuit, une zone de gratuité ou un free shop est un magasin où les biens sont gratuits. Il vit grâce à tous et des biens donnés ou récupérés. Le principe est : « donne qui veut, prend qui veut », sans lien nécessaire entre les deux.

## Concept
Ce n'est pas un espace caritatif, mais un espace local pour les personnes qui habitent, fréquentent ou traversent un espace donné.
On n'y pratique pas de contrôle sur l'origine sociale ou géographique des gens.
Il y est question de réutiliser les biens qui existent déjà plutôt que de les consommer tout en créant du lien entre les gens.
On trouve aussi sur certains festivals alternatifs des zones de gratuité qui sont en fait des magasins gratuits temporaires. On peut parler dans ce cas de gratiféria. Ces zones éphémères peuvent être un évènement en soi.

## En France
En France, la plupart des magasins gratuits étaient situés dans des squats.
L'exemple des free shops à Dijon aux Tanneries, mais le lieu a fermé à la suite des constructions immobilières dans la zone.
Aujourd'hui les magasins gratuits sont en très grande majorité initiés et gérés par des associations bénévoles.
À Mulhouse, le magasin pour rien est ouvert depuis décembre 2009, et constitue le modèle d'inspiration de la majeure partie des magasins gratuits.
À Paris, la Boutique sans argent est ouverte depuis 2015. Inspirée du Magasin pour rien à Mulhouse, elle a largement contribué à populariser les magasins gratuits en France car de nombreux média (TV, journaux, sites etc) en parlent depuis sa création. Situé au 2 rue Edouard Robert 75012 Paris, la Boutique reçoit entre 20000 et 30000 personnes par an et permet le réemploi d'une centaine de milliers d'objets par an.
Par ailleurs La Boutique propose des ateliers de dons de compétences et savoir faire.
Le modèle économique de La Boutique sans argent est hybride, et repose entre autres sur un travail reconnu aujourd'hui par les collectivités territoriales, les bailleurs sociaux, etc.
Une zone de gratuité a fonctionné au Café Citoyen de Lille en 2010. On y trouve des habits, des outils, des livres, du matériel de couture, des bibelots, des jouets, des contenus numériques libres, etc. 
À Liévin, un magasin gratuit est proposé une fois par semaine au LAG, lieu auto géré.
À Puivert, un magasin gratuit est ouvert en permanence tous les jours (jusqu'à il y a peu, il l'était 24h/24) depuis 2012.
La Souris Verte de Rennes anime, depuis 2009, des zones de gratuité sur Rennes à l'occasion de marchés, de festivals, de braderies, du marché de Noël.